# نوروز (روزنامه)
نوروز روزنامه ارگان جبهه مشارکت به مدیرمسئولی محسن میردامادی و سردبیری کریم ارغنده‌پور بود که پس از توقیف روزنامه‌های مشارکت و بهار منتشر می‌شد و در تیرماه سال ۱۳۸۱ توقیف شد. نوروز مهمترین روزنامهٔ اصلاح‌طلب آن هنگام بود.

اعتراض به سانسور، ۲۰ تیر ۱۳۸۱

تحریریه نوروز در ۱۹ مرداد ۱۳۸۱ انتشار روزنامه روز نو را آغاز کردند که به سرعت توقیف شد.
فهرست اتهامات روزنامه نوروز شامل این موارد بود: «تبلیغ علیه ارکان نظام جمهوری اسلامی و انتساب امور خلاف واقع موضوع ماده ۵۰۰ قانون مجازات اسلامی، توهین به مسؤولان نظام موضوع ماده ۶۰۰، نشر اکاذیب به قصد تشویش اذهان عمومی و انتشار شایعات، دفاع و حمایت از افراد مخالف نظام، توهین به مقدسات موضوع ماده ۵۱۳، ترویج فرهنگ غرب، تخلفات انتخاباتی با قصد تخریب علیه کاندیدای خاص، تطهیر اراذل و اوباش، اقدام علیه سیاست خارجی در جهت تحکیم سیاست نه شرقی نه غربی و تبلیغ علیه ارکان نظام و توهین رسمی به مسؤولان کشور».